# Maélys Morel

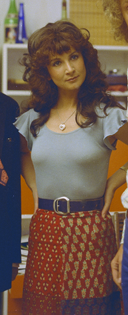
Maélys Morel in Q & Q

Maélys Morel (* 15. Mai 1945 in Den Haag) ist eine niederländische Schauspielerin, die zwischen den Jahren 1966 und 1975 in verschiedenen  TV-Sendungen und TV-Serien mitspielte. Auch spielte sie Rollen in verschiedenen Musicals. In Deutschland wurde sie bekannt in der Rolle der Juultje Quant in dem Kinderkrimi Q & Q. 